# Isla Aguada (ö)
Isla Aguada är en ö i Mexiko. Den ligger i lagunen Laguna de Términos och tillhör kommunen Carmen i delstaten Campeche, i den sydöstra delen av landet. Arean är 35 kvadratkilometer. På ön finns samhället Isla Aguada och ön Isla Cañon ligger mycket nära.